# Sokołowo (powiat kolski)
Sokołowo – wieś w Polsce położona w województwie wielkopolskim, w powiecie kolskim, w gminie Koło.
W latach 1975–1998 miejscowość należała administracyjnie do województwa konińskiego.

## Informacje ogólne
Wieś położona 8 km na północ od Koła przy drodze wojewódzkiej nr 270 do Włocławka. We wsi mieści się szkoła podstawowa.